# Zamienię Cię
Zamienię Cię – singel polskiej piosenkarki Natalii Szroeder z jej debiutanckiego albumu studyjnego, zatytułowanego Natinterpretacje. Singel został wydany 6 kwietnia 2017.
Kompozycja znalazła się na 4. miejscu listy AirPlay – Top, najczęściej odtwarzanych utworów w polskich rozgłośniach radiowych. Nagranie otrzymało w Polsce status platynowego singla, przekraczając liczbę 20 tysięcy sprzedanych kopii.

## Geneza utworu i historia wydania
Utwór napisali i skomponowali Natalia Szroeder oraz Przemysław Puk.
Singel ukazał się w formacie digital download 6 kwietnia 2017 w Polsce za pośrednictwem wytwórni płytowej Margo Entertainment w dystrybucji Warner Music Poland. Piosenka została umieszczona na debiutanckim albumie studyjnym Natalii Szroeder – Natinterpretacje.

## „Zamienię Cię” w stacjach radiowych
Nagranie było notowane na 4. miejscu w zestawieniu AirPlay – Top, najczęściej odtwarzanych utworów w polskich rozgłośniach radiowych.

## Teledysk
Do utworu powstał teledysk w reżyserii Adama Gawenda, który udostępniono w dniu premiery singla za pośrednictwem serwisu YouTube.

## Lista utworów
- Digital download[5]

1. „Zamienię Cię” – 3:05

## Notowania

### Pozycje na listach airplay
| Kraj   | Lista         | Najwyższa pozycja |
| ------ | ------------- | ----------------- |
| Polska | AirPlay – Top | 4                 |

## Certyfikaty
| Kraj          | Certyfikat      | Sprzedaż |
| ------------- | --------------- | -------- |
| Polska (ZPAV) | platynowa płyta | 20 000+  |